# 6927 Tonegawa
6927 Tonegawa este un asteroid din centura principală de asteroizi.

## Descriere
6927 Tonegawa este un asteroid din centura principală de asteroizi. A fost descoperit pe 2 octombrie 1994 la Kitami de Kin Endate și Kazuro Watanabe. El prezintă o orbită caracterizată de o semiaxă mare de 2,34 ua, o excentricitate de 0,01 și o înclinație de 4,8° în raport cu ecliptica.